# Wiewióreczniki
Wiewióreczniki, tupaje, ryjówki nadrzewne (Scandentia) – rząd ssaków łożyskowych z nadrzędu euarchontów (Euarchonta), blisko spokrewnionych z latawcami i naczelnymi. Dawniej były zaliczane do owadożernych (Insectivora), a czasem do naczelnych (Primates), z uwagi na stosunkowo duży mózg. Wiewióreczniki z wyglądu przypominają wiewiórki, ale nie są z nimi blisko spokrewnione. 

## Zasięg występowania
Wiewióreczniki występują w wilgotnych lasach równikowych Azji Południowo-Wschodniej, m.in. na Archipelagu Malajskim, Filipinach i na Półwyspie Indyjskim.

## Charakterystyka
Wiewióreczniki to nieduże ssaki o cechach, upodabniających je do naczelnych. Należą do nich m.in. duży i stosunkowo dobrze rozwinięty mózg, słabo wykształcone płaty węchowe, dobry wzrok. Jednak niektóre cechy, takie jak pięcioguzikowe zęby trzonowe czy sześć siekaczy w żuchwie, zbliżają wiewióreczniki do prymitywnych ssaków owadożernych. Ssaki te są przystosowane do życia na drzewach, choć nie wszystkie prowadzą nadrzewny tryb życia. Mają chwytne kończyny oraz pięciopalczaste łapy, zaopatrzone w ostre pazurki, odżywiają się owadami i owocami, niekiedy także pędami roślin, jajami ptaków, pisklętami, małymi jaszczurkami i padliną. Wiewióreczniki są samotnikami, mają określone terytoria, które znakują wydzieliną gruczołów znajdujących się na spodzie ciała. Występuje dymorfizm płciowy: samice są mniejsze od samców. Są hodowane przez ludność terenów, na których występują jako tępiciele niepożądanych bezkręgowców w domach.

## Systematyka
Do wiewióreczników zalicza się dwie rodziny, czasami traktowane jako podrodziny (Tupaiinae i Ptilocercinae w obrębie rodziny Tupaiidae)v.
- Ptilocercidae Lyon, 1913 – ogonopiórowate – obejmuje jeden rodzaj Ptilocercus J.E. Gray, 1848 z jednym występującym współcześnie gatunkiem: Ptilocercus lowii J.E. Gray, 1848 – ogonopiór uszaty
- Tupaiidae J.E. Gray, 1825 – tupajowate